# 泛突厥主义

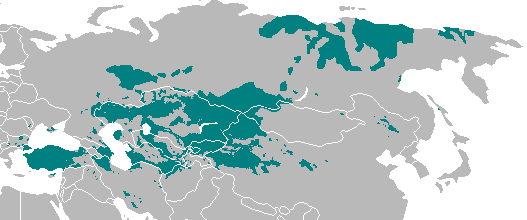
突厥语民族分布

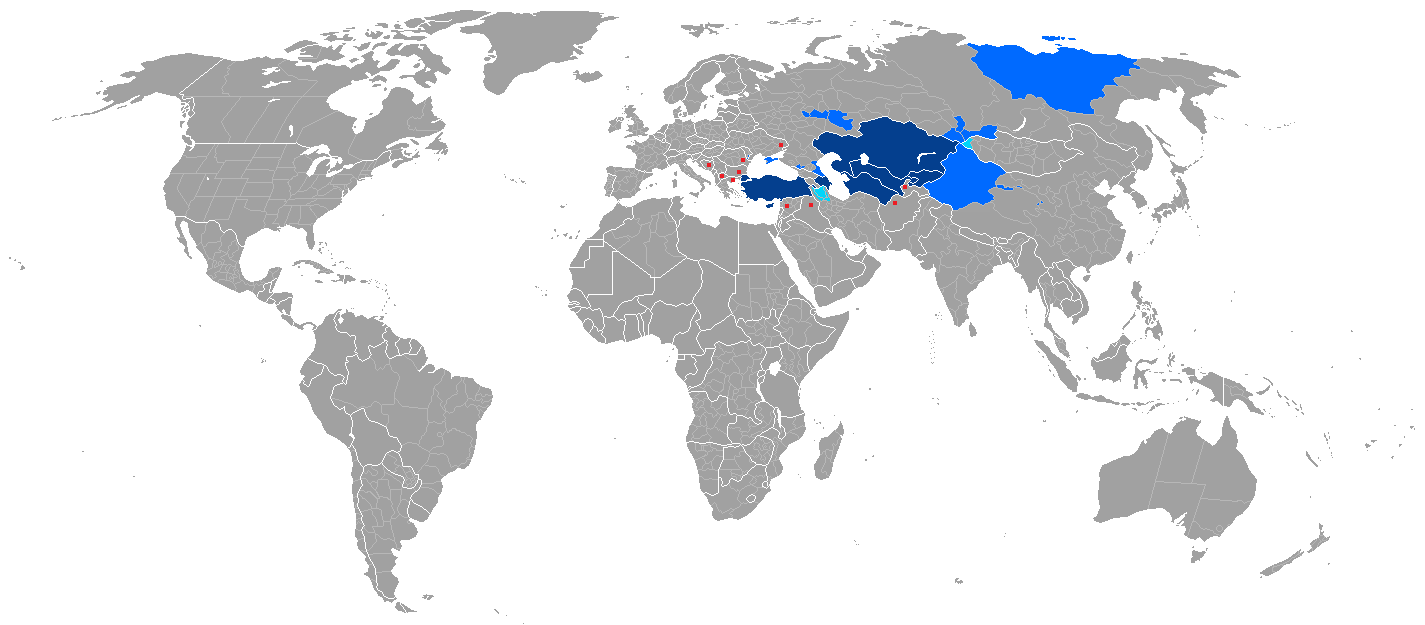
突厥语国家（深蓝色）和地区

泛突厥主義（又称大土耳其主义）是由十九世紀的韃靼知識分子萌發的文化和政治統一民族主義運動。泛突厥主義最初是用來抵抗泛斯拉夫主義，主張通過教育和文化自治，團结使用突厥语的民族。当时在欧洲也兴起了民族主义浪潮，这极大地刺激了鞑靼知识分子。泛突厥主义的主要目標是在政治、文化、语言上统一突厥民族，建立一个西起亚得里亚海、東至中國新疆、甘肅和青海的「大突厥国」。
最早的泛突厥主義在1804年由一個韃靼神學家库萨维提出，呼籲伊斯蘭教的現代化建設，這是扎吉德。1843年開始了世俗教育改革。1880年代，在伏爾加河，發展了新伊斯蘭運動。泛突厥主義者認為由土耳其到阿爾泰山有一突厥帶，生活很多突厥人。
泛突厥主义與圖蘭主義相似。图蘭低地是在伊朗的東北，咸海以东、以南的一块平原。傳說這裡是一切突厥人的發源地。他們指圖蘭人是突厥人的後代。曾有一陣子，土耳其帝國為縮小與歐洲臣民的差距，提出圖蘭雅利安人的說法，就是指突厥人是圖蘭人後人。圖蘭是菲尔多西的列王纪中提到的与伊朗相对立的另一方，大致相当于伊朗东北的广大区域。匈牙利人提出的圖蘭的範圍则更大，甚至包括蒙古、芬蘭。
俄罗斯帝国境内的鞑靼民族知识分子利用文化认同意识，激发民族主义的團聚力，通过教育和语言改革，試圖将操突厥语的各民族团结成为一个统一的“突厥民族”，以抵制帝俄政府。克里米亞鞑靼人加斯普林斯基于1883年明确提出：俄罗斯的突厥人应该“在語言上，在思想上和在行动上联合起来”，他是泛突厥主義之父。其继承人優素福·阿克楚拉提出把所有突厥民族合并成为一个统一的民族。而在土耳其，有一重要人物齐亚·格卡尔普，寫了一本書，名為《突厥主義原理》，提出突厥主義的三階段，第一階段統一使用烏古斯語支的土耳其人、土庫曼人與阿塞拜疆人，第二階段是使用欽察語支的突厥民族，远期理想是圖兰。1908年，青年土耳其黨人嘗試建立一個突厥人帝國，取代在歐洲的失地。1917年十月革命后，哈斯皮拉里等流亡土耳其。于是，“泛突厥主义”被一些鄂圖曼帝国的知识分子接手，改变成恢复鄂圖曼帝国昔日强大辉煌的民族复兴运动的精神支柱，并向世界传播。其中一個特別提倡泛突厥主義的人物是恩维尔·帕夏，鄂圖曼的战争部长和署理总司令。在第一次世界大战之后，他成为在中亞發生的巴斯馬奇起义的领导者之一，反抗俄罗斯帝国和苏联的统治。
在蘇聯時代與凱末爾時代，泛突厥主義受壓抑，在第二次世界大戰時期又被提出，納粹黨人阿尔弗雷德·羅森堡曾經想在中亞設一突厥斯坦总督辖區，分割蘇聯。
泛突厥主义在中國新疆有一定影響，泛突厥主義者一直稱新疆為東突厥斯坦。
現時許多新的泛突厥主義者把注意力集中于建立一個經濟一體化的突厥聯盟，由各個突厥裔國家組成，希望形成一個類似歐洲聯盟的經濟及政治聯盟。2000年，土耳其主管中亞經貿事務的部長提出仿效阿拉伯国家聯盟體制建立一個突厥國家聯盟，受到俄羅斯的嚴重警告和反對。
新疆社会科学院中亚研究所所长潘志平认为，泛突厥主義有文化與政治两種，政治上失敗了，但文化上仍在進行。

### 引用
1. ↑  . 辽宁党校报. 2009-07-30  [2016-04-19]. （原始内容存档于2017-03-05）.
2. ↑  潘志平. . 史学集刊. 2004, (04): 60–68.